# Peso ettolitrico
In agronomia, il peso ettolitrico è il peso di un volume pari ad un ettolitro di cereali, misurato in kg/hl, usato per valutare la qualità del prodotto. È un indice qualitativo, ma esso non indica in termini assoluti la qualità del cereale che si vuole valutare; infatti le forme e caratteristiche delle cariossidi, non essendo costanti per le diverse cultivar e le diverse spighe (anche all'interno di stesse cultivar), possono conferire a questo tipo di misura una variabilità che è data oltre dalle diverse caratteristiche del tipo di cariossidi stesse, anche dagli spazi vuoti che esse occupano nel volume ettolitirico di misura.
È intuitivo quindi pensare che maggiori saranno gli spazi vuoti all'interno del volume ettolitrico, minore sarà il peso totale delle cariossidi all'interno di tale volume. Per ottenere tale fenomeno è sufficiente avere cariossidi di forma grossa e irregolare, rispetto a cariossidi sottili e regolari, che vanno ad occupare tutti gli spazi vuoti all'interno del volume ettolitrico.
Da questo esempio si può dedurre come questo indice qualitativo sia soggettivo alle varie cultivar e anche a variazioni di molteplici fattori (ambientali, fenologici, meteorologici, di pratiche agricole), ma tuttavia può anche rappresentare un indicatore standard per una prima valutazione indicativa della qualità del cereale.